# 伊尼欧库尔
伊尼欧库尔（法語：Ignaucourt，法語發音：[iɲokuʁ]）是法国上法蘭西大區索姆省的一个市镇，属于蒙迪迪耶区。

## 地理
伊尼欧库尔（49°49'34"N, 2°34'25"E）面积4.19 平方千米，位于法国上法蘭西大區索姆省，该省份为法国北部沿海省份，北起加来海峡省和北部省，西接滨海塞纳省和大西洋英吉利海峡，南至瓦兹省，东临埃纳省。
与伊尼欧库尔接壤的市镇（或旧市镇、城区）包括：桑泰尔地区博库尔、代米安、欧贝尔库尔、马塞尔卡沃、桑泰尔地区卡约。

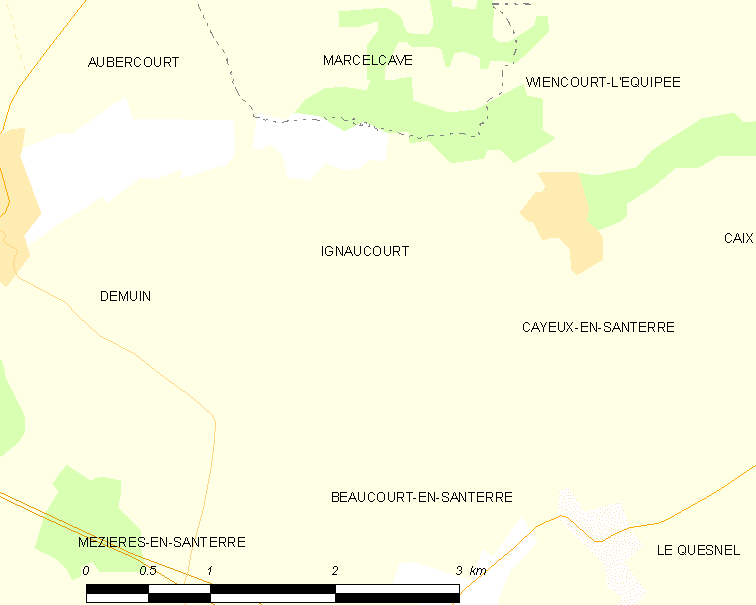
伊尼欧库尔的OSM定位图

伊尼欧库尔的时区为UTC+01:00、UTC+02:00（夏令时）。

## 行政
伊尼欧库尔的邮政编码为80800，INSEE市镇编码为80449。

## 政治
伊尼欧库尔所属的省级选区为莫勒伊县。

## 人口

1962-2008年间伊尼欧库尔人口变化图示

伊尼欧库尔于2022年1月1日时的人口数量为65人。